# Rue de Trétaigne
La rue de Trétaigne est une rue du 18e arrondissement de Paris.

## Situation et accès
Sa longueur est de 157 mètres, et sa largeur est de 12 mètres. La rue est située entre la rue Marcadet et la rue Ordener. Elle est traversée par la rue Duc.
La rue de Trétaigne est desservie par la ligne 12 à la station Jules Joffrin.

## Origine du nom
La rue porte le nom du baron Jean-Baptiste Michel de Trétaigne (1780-1865), médecin principal des armées sous le Premier Empire et maire de Montmartre et du 18e arrondissement. Napoléon Ier l'avait fait baron et lui avait donné le majorat de Trétaigne, dans l'Allier, pour services rendus. On a pris l'habitude de l'appeler Michel de Trétaigne. 
Le baron avait acheté le 9 février 1837 la maison de la Boule-d'Or, située au 112, rue Marcadet, qui prit ensuite le nom d'« hôtel de Trétaigne ». Il a été maire de la commune de Montmartre entre 1855 et 1859. Quand Montmartre a été annexée à Paris à partir de 1860, il est devenu le premier maire du 18e arrondissement jusqu'en 1862. Il a eu comme successeurs Léon Le Blanc jusqu'en 1869, puis Achille Labat.

## Historique
Cette voie est ouverte sous sa dénomination actuelle en 1903 et classée dans la voirie parisienne par un arrêté du 9 mai 1932. 
Elle est tracée à l’emplacement des jardins de l’hôtel de Trétaigne.

## Bâtiments remarquables et lieux de mémoire

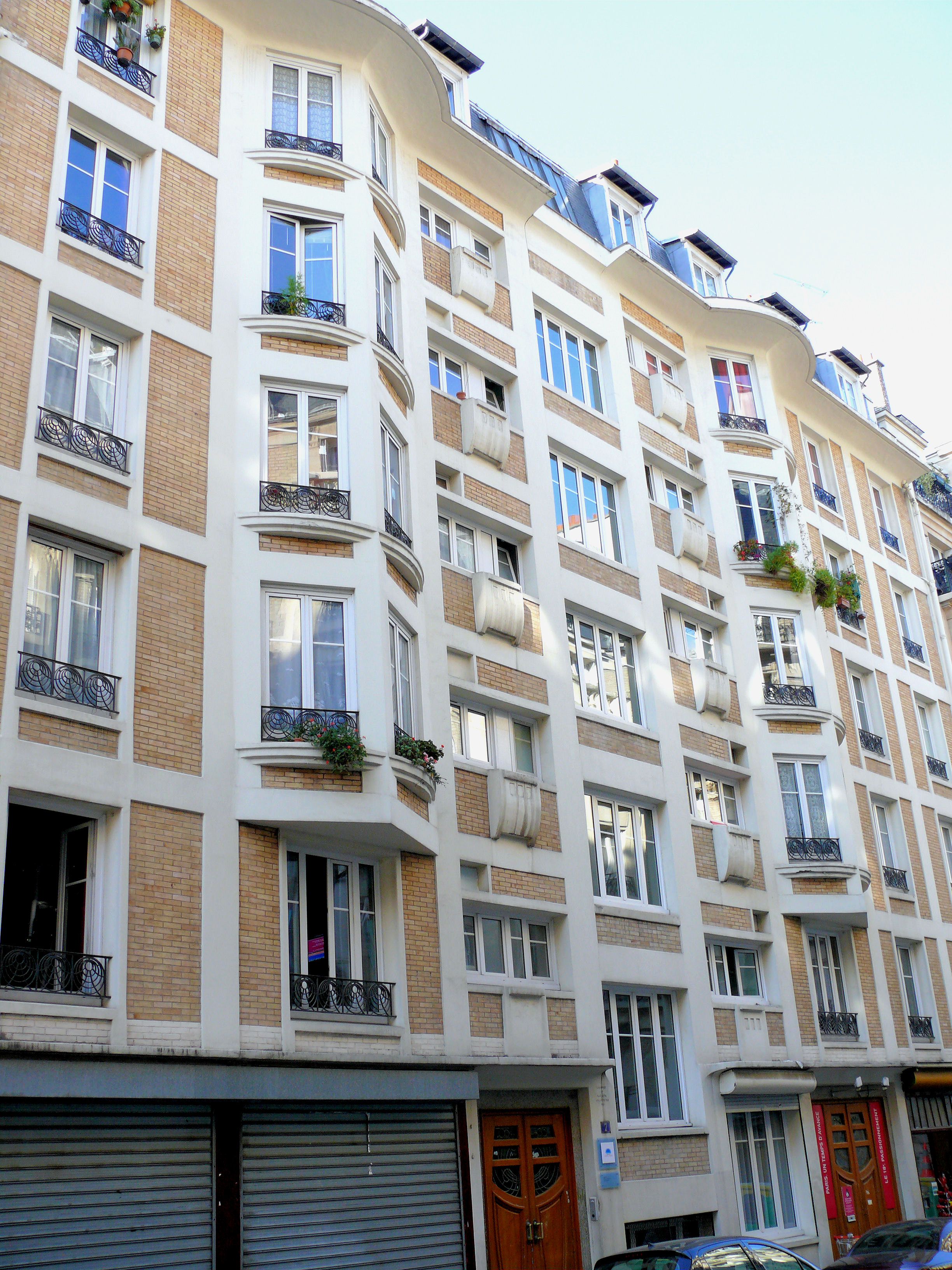
Immeuble HBM au no 7, rue de Trétaigne.

- No 7 : immeuble (inscrit monument historique[3]) pour des habitations à bon marché (HBM) qui a été commandité par la Société des logements hygiéniques à bon marché, en 1904, à une entreprise dont Frantz Jourdain est l'administrateur, avec Henri Sauvage et Charles Sarazin comme architectes.

Cet immeuble avait été remarqué dès sa construction par le Congrès international d'assainissement et d'habitation de 1904. L'épouse du fondateur de la Société, madame Horace Weill, avait demandé qu'on intègre au projet une salle de conférence et une bibliothèque pour pouvoir y tenir les réunions de l'université populaire qu'elle avait créée. De plus, le bâtiment était pourvu de nombreux équipements hygiéniques et sociaux : bains-douches, buvette, restaurant hygiénique, coopérative alimentaire et solarium sur le toit-terrasse (supprimé depuis).
Le bâtiment comprenait 29 logements ayant de une à trois pièces, avec cuisine, salle de bains, débarras et cave. L'immeuble est primé en 1904 au concours des HBM et publié dans la revue L'Art décoratif.
- No 9 : Robert Savary (1920-2000), artiste peintre et lithographe, y naquit[5].